# ノムエフ
ノムエフ（モンゴル語：Ном Эх）とは、ウランバートル市内にある、外国人向けのモンゴル語学校である。学生は、韓国人と日本人が多い。学生の多くは、就労ビザであれ、大学への留学生ビザであれ、他のビザを得た上で在学している場合も多いが、本校はモンゴル政府から、学校として認可されているため、独自でも留学生ビザの申請ができる。日本国内でモンゴル語教育を受けることが困難である中、貴重な存在である。

## 授業内容
初学者には、キリル文字から教える。しかし、過去にモンゴル語を学習した経験があれば、フリートーキングのマンツーマン授業になる。ただし、講師は日本語を知らないため、辞書での指差しや、ボディーランゲージがかなりの比重を占め、文法の細かい説明を受けることは、困難だと考えたほうがいい。
夏季には、ツアーが計画され、ウムヌゴビ県などで学生と講師が交流を深める。